# Гютан
Гютан (яп. 牛タン, «корова» + «язык», от англ. tongue) — японское блюдо, приготовленное из жареного говяжьего языка, гордость Сэндая.

## Приготовление
Говяжий язык почти полностью импортируется в Японию из США, Австралии, Новой Зеландии, реже из европейских стран. С языка снимают жёсткую кожу, обмазывают специями и ненадолго замораживают. Затем нарезают тонкими листками и жарят на углях.

## История

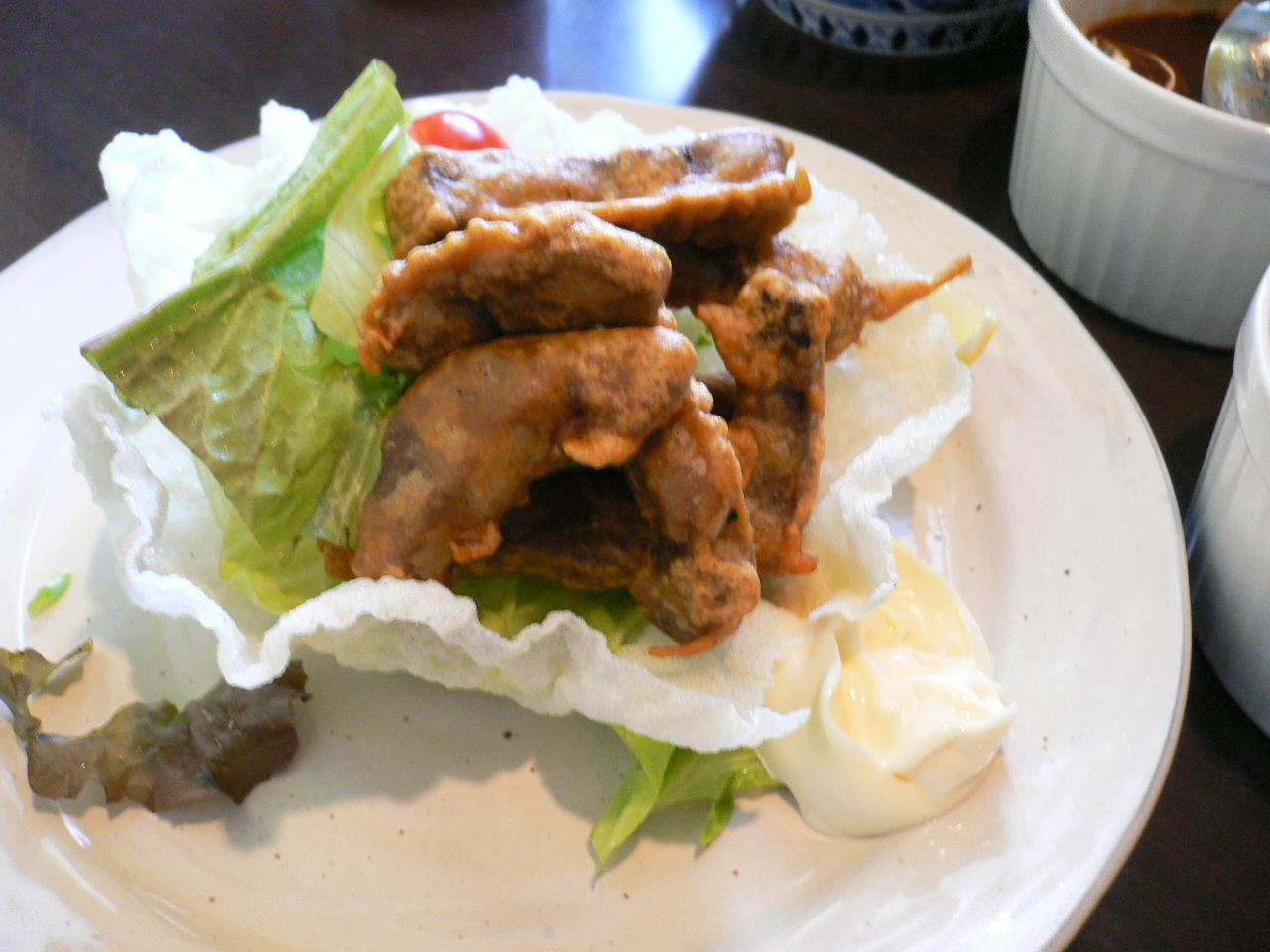
Порция гютана в кляре, приготовленная во фритюре

Обычай приготовления гютана возник в городе Сэндай, где блюдо обычно подаётся с рисом, супом и солёными огурцами. Гютан — гордость Сэндая. В других районах Японии гютан подают в ресторанах якинику.
Создателем блюда гютан считается Сано Кэйсиро — владелец якитории в Сэндае, который в 1948 году открыл ресторан и начал подавать в нём блюда из коровьего языка. Этот ресторан называется «Адзи-Тасукэ» (яп. 味太助), и до сих пор считается одним из лучших мест, где можно поесть гютан в Сендае. Изначально Гютан считался довольно необычным блюдом, но постепенно завоевал популярность на территории всей Японии.
Рестораны, подающие гютан, получили дополнительное развитие в 1991 году, когда были отменены японские квоты на импорт говядины. В 2003 году правительство Японии временно запретило импорт американской говядины после того, как в говядине были обнаружены возбудители коровьего бешенства. Это серьёзно ударило по ресторанам с гютаном. Около 90 % говяжьих языков, используемых в ресторанах гютана в Сэндае, импортировались из США. Кроме того, некоторые знатоки утверждают, что говядина в США содержит идеальное количество жира для приготовления гютана, и отказываются использовать австралийскую говядину.
В Сэндае есть целая кулинарная линия-улица — гютан-дори, на которой языки жарят на углях, подают с рисом, тёртой редькой дайкон, в мисо-супе и даже посыпанные сахаром.

## Разновидности
Блюдо также подают часто под названием тансио (яп. タン塩, «солёный язык»), который обильно солят и спрыскивают лимонным соком. Существует история, якобы в ресторан «Дзёдзёэн» (яп. 叙々苑), который открылся в квартале Роппонги в 1976 году, зашла эскортница (в этом районе тогда было много хостесс-клубов) и заказала говяжий язык. Девушке подали горячий язык, но та с недоумением спросила, где же соус, без него ведь она себе обожжёт весь рот. Соуса к блюду не полагалось, тогда она попросила лимон. Результат оказался выше ожиданий, и с тех пор в ресторане говяжий язык стали подавать только с лимоном. Первенство этого рецепта также оспаривает основательница ресторана «Сэйкоэн» (яп. 清香園), открытого в 1952 году в городе Омура, префектуры Нагасаки.
В ресторане «Манпукуэн» (яп. まんぷく苑), как утверждается, изобрели ныне популярный способ подачи языка под луком — нэгитансио (яп. ネギタン塩, «солёный язык с луком»).